# Черненцин-Подуховны
Черне́нцин-Подухо́вны (пол. Czernięcin Poduchowny) — деревня в Билгорайском повете Люблинского воеводства Польши. Входит в состав гмины Туробин. Находится примерно в 29 км к северу от центра города Билгорай. По данным переписи 2011 года, в деревне проживало 308 человек.
В годы 1975—1998 годы административно принадлежала к Замойскому воеводству.
В деревне находится старинная церковь св. Екатерины Александрийской.

## Население
Демографическая структура по состоянию на 31 марта 2011 года:
|         | Всего | До трудоспособного возраста | Трудоспособного возраста | Старше трудоспособного возраста |
| ------- | ----- | --------------------------- | ------------------------ | ------------------------------- |
| Мужчины | 153   | 29                          | 95                       | 29                              |
| Женщины | 155   | 26                          | 78                       | 51                              |
| Всего   | 308   | 55                          | 173                      | 80                              |